# Базанова Олена Миколаївна
Олена Миколаївна Базанова (12 лютого 1925, Хабаровськ — 27 січня 2001, Київ) — український історик та архівіст. Директор Центрального державного кінофотофоноархіву України імені Г. С. Пшеничного (1978—1984).

## Життєпис
Народилася 12 лютого 1925 року в місті Благовещенск. У 1949 році закінчила кафедру архівознавства Київського державного університету імені Т. Г. Шевченка. 
Працювала на посадах наукового співробітника, старшого наукового співробітника, начальника відділу секретних фондів Центрального державного історичного архіву УРСР. У травні 1953 р. була переведена на роботу до Центрального державного архіву кінофотофонодокументів УРСР і очолила відділ фотодокументів, а потім — кінодокументів.
З лютого 1964 по липень 1978 рр. — працювала заступником директора з наукової частини.
З червня 1978 по липень 1984 рр. — Директором Центрального державного кінофотофоноархіву України імені Г. С. Пшеничного
Вона входила до складу редколегії науково-інформаційного бюлетеня «Архіви України» (1978−1983), була членом ЦЕПК, наукової та методичної ради ГАУ при Раді Міністрів УРСР, художньої ради Української кіностудії хронікально-документальних фільмів. З 1976 по 1984 рр. — читала спецкурс «Кінофотофоноархіви» студентам Київського державного університету імені Т. Шевченка.
У 1984−1988 рр. — працювала старшим науковим співробітником відділу фондів Українського державного музею Великої Вітчизняної війни. У 1994 році повернулася до ЦДКФФА України на посаді старшого наукового співробітника.
Вона брала участь в обговоренні проекту першого в Україні термінологічного словника «Архівістика» (1998), розробці положень з обліку аудіовізуальних документів до «Основних правил роботи державних архівів України» (2004), була співукладачем «Інструкції щодо організації роботи з відеодокументами» (1999).

## Нагороди та відзнаки
- Орден Трудового Червоного Прапора,
- Почесна Грамота Кабінету Міністрів України,